# Xylophanes colombiana
Xylophanes colombiana är en fjärilsart som beskrevs av Clark 1935. Xylophanes colombiana ingår i släktet Xylophanes och familjen svärmare. Inga underarter finns listade i Catalogue of Life.